# Dlamini IV
Pour les articles homonymes, voir Dlamini.
Mbandzeni, aussi appelé Dlamini IV après son accès au trône, (1855 - 7 octobre 1889) est le roi du Swaziland entre 1875 et 1889.

## Biographie
Après le décès de son père Mswati II, s'ouvre une période de régence. Son frère aîné Ludvonga II est l'héritier désigné du trône mais meurt empoisonné avant de pouvoir de devenir roi.
Mbandzeni est ensuite reconnu roi par la République sud-africaine du Transvaal, et devient Dlamini IV. En échange, il entre dans des négociations sur des concessions territoriales avec les colons qui remontent vers le nord, sur son territoire, dans le sillage de la ruée vers l'or à Barberton. Il se montre bien imprudent  dans ces échanges. Il rend possible, par exemple, la création d'une petite république boer, le Klein Vrystaat. Cette décision réduit le territoire swazi et certains de ses sujets migrent hors de leurs terres natales vers l'actuelle province de Mpumalanga. Il accorde en sus de nombreuses concessions foncières, et une variété tout autant controversée de monopoles. « Toute la superficie du pays a été virtuellement concédée deux, trois, voire quatre fois pour des usages différents et des périodes variables ».
La première Guerre des Boers survient durant son règne, après la découverte d'importants gisements d'or à Pigg's Peak et Forbes Reef, attirant des prospecteurs du Transvaal. Le royaume est annexé par l'Empire britannique.
Dlamini IV décède en octobre 1889. Son fils Bhunu est couronné en 1895 sous le nom de Ngwane V. Entre les deux règnes, la régence est assurée comme de tradition au Swaziland par la reine-mère ou Ndlovukati, la mère de Dlamini IV, Tibati Nkambule.